# Nicolaas van Eyck
Nicolaas van Eyck noto anche come Nicolaes van Eyck, Nicolaas van Eyck I' e Nicolaas van Eijck (I) (Anversa, 1617 – Anversa, 1679) è stato un pittore fiammingo attivo ad Anversa alla metà del XVII secolo.

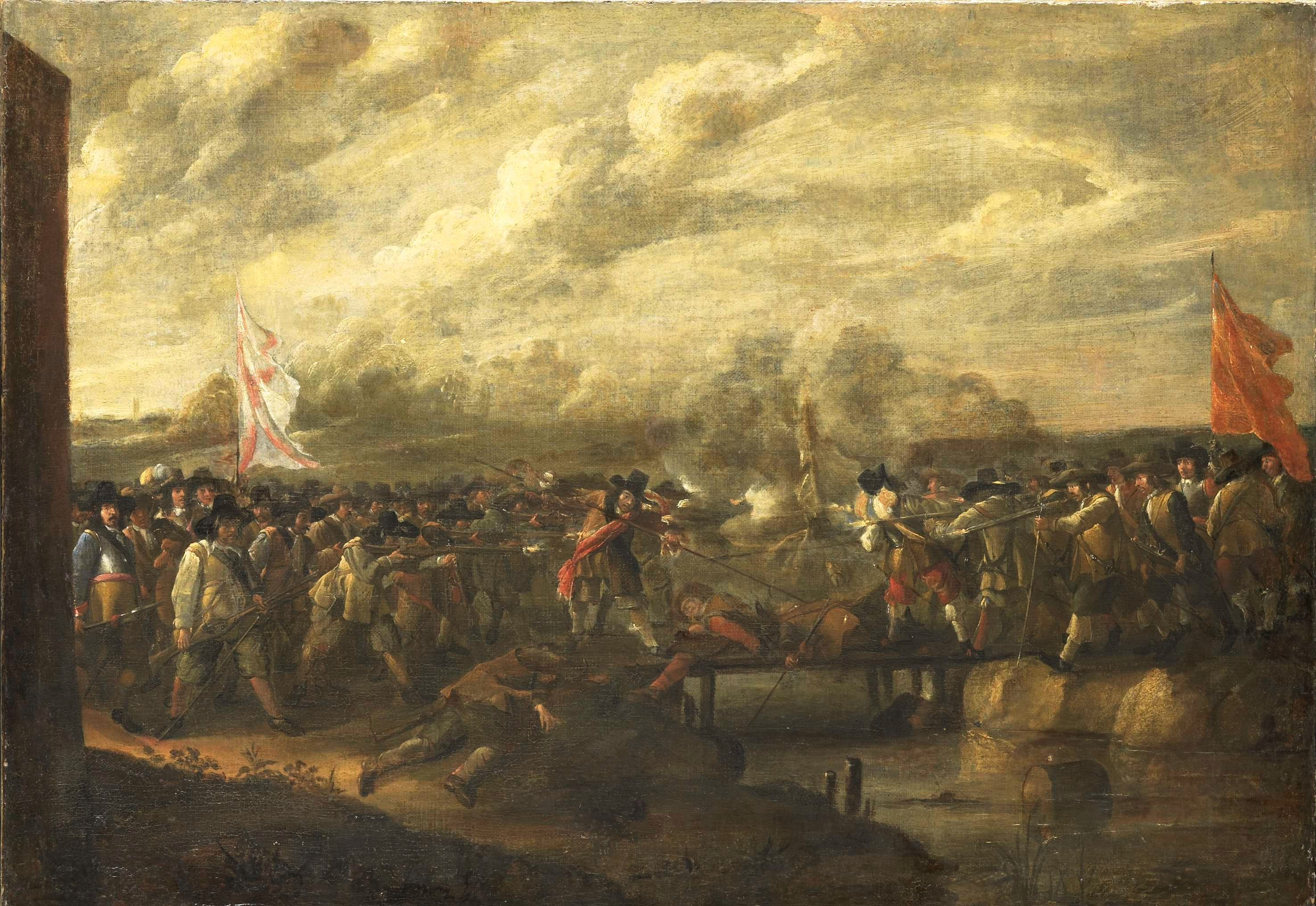
Battaglia di fanteria su un ponte

È conosciuto per le sue scene equestri e di battaglia, paesaggi e ritratti. Ha anche dipinto alcune processioni civili, tra cui le sfilate di Anversa della  milizia civile.

## Biografia
ERa figlio del sarto Nicolaas van Eyck e di Joanna Ros. Divenne allievo ad Anversa dell'importante maestro di pittura storica Theodoor Rombouts con il quale iniziò lo studio nel 1632.

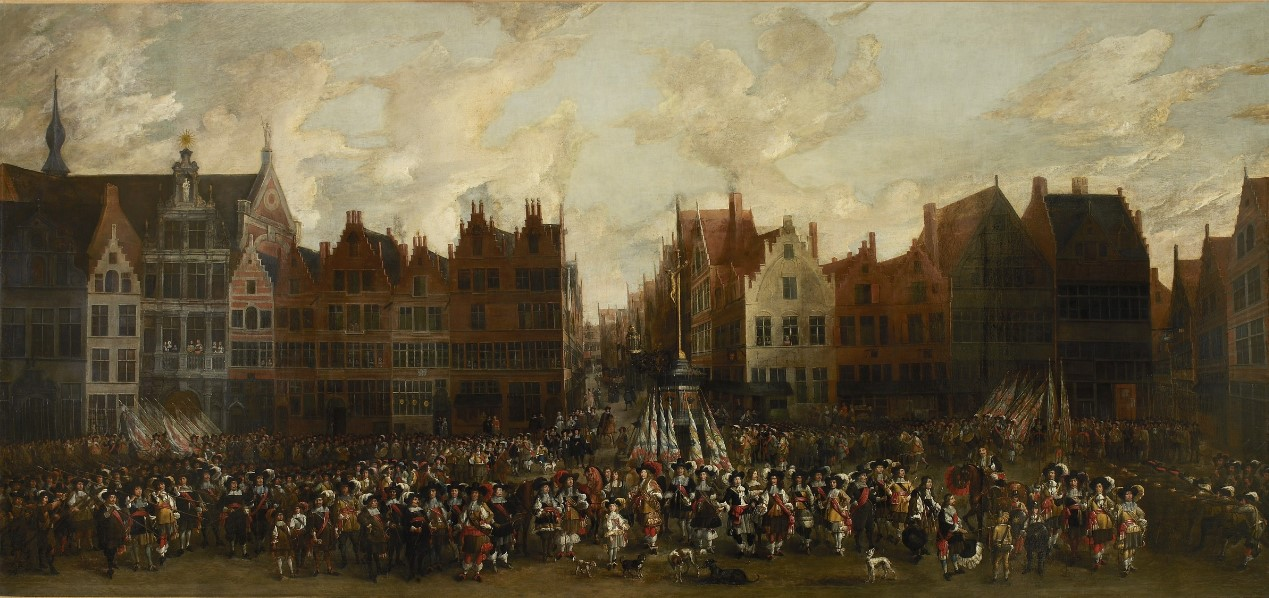
Grande parata della milizia civile di Anversa sul Meir

Fu capitano della locale milizia civile e questa potrebbe essere una ragione per cui dipinse scene militari.
Fu amico del pittore di fiori Jan Philips van Thielen, che era stato anche un allievo di Rombouts. Van Eyck era padrino di almeno uno dei nove figli di van Thielen.
Ebbe come allievo Pieter Hofman. I suoi figli Nicolaas II e Jan Carel divennero anch'essi pittori. Jan Carel fu allievo di Jan Erasmus Quellinus e passò un periodo in Italia.

## Opere
Nicolaas van Eyck è principalmente noto per i suoi paesaggi con soldati e cavalieri impegnati in battaglia o in riposo. Dipinse un certo numero di composizioni che rappresentano scene di guerra urbana e ribellioni. Van Eyck dipinse inoltre alcune scene di genere di feste di villaggio e contadini danzanti.
Dipinse processioni civili, tra cui una composizione che rappresenta la Grande parata della milizia civile di Anversa sul Meir (1672, Vleeshuis, Anversa). La Scena di una parata della guardia civile (Hospitalfield Arts) sembra essere un frammento del dipinto precedente. La scena mostra una dimostrazione con l'uso di armi da fuoco. Una fila di archibugieri sta scaricando i suoi fucili in direzione di un geuppo di uomini davanti a loro. Chiaramente non stavano usando proiettili veri ma solo polvere. Tali schemi sembrano essere stati comuni nelle parate civili di quel tempo, come si può vedere in Parata a Bruxelles il 31 maggio 1615 di Denis van Alsloot, che comprende una scena simile.

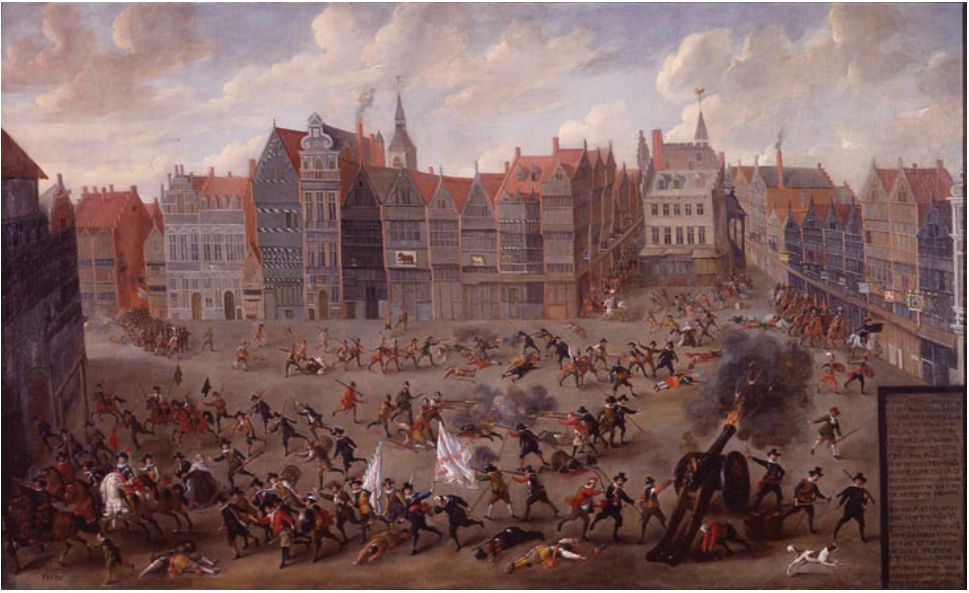
La presa di Malines da parte dei Geuzen sotto il comando di Olivier van Tympele e John Norreys il 9 aprile 1580

Alcune delle composizioni di Van Eyck raffigurano scene dei disordini civili e della guerra che si era svolta nelle Fiandre nel XVI secolo. Un esempio è l'insieme di due dipinti La presa di Malines da parte dei Geuzen sotto il comando di Olivier van Tympele e John Norreys il 9 aprile 1580 (Stedelijke Musea Malines). I dipinti raffigurano la presa di Malines da parte delle truppe inglesi in nome dei protestanti Paesi Bassi settentrionali, un'azione militare che si trasformò in atrocità sulla popolazione civile nota come Furia inglese a Malines del 1580. Le ostilità sono mostrate nei dipinti rispettivamente a nord e a sud della piazza della città. Questa è piena di miliziani e soldati nemici mentre pezzi di artiglieria e pistole sparano. L'artista ha sottolineato le imprese di singoli abitanti locali contro il nemico straniero inglese. Ad esempio, vengono mostrate varie persone che cercano di salvare le reliquie del patrono san Rombaldo dalle mani degli eretici inglesi. Il monaco carmelitano Petrus de Wolf, che si era unito alla resistenza armata nella piazza della città, è mostrato nella prima tela mentre partecipa all'azione. Nel secondo Petrus de Wolf è caduto nelle mani del nemico e sta per essere ucciso dal colonnello inglese Norreys.

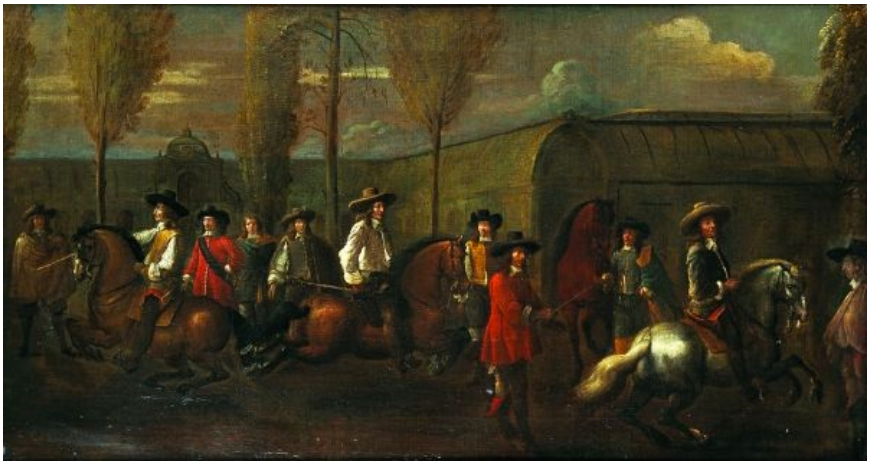
Scuola ippica

Van Eyck fu uno dei molti pittori di Anversa che collaborarono a Galleria di pittura (Royal Collection, Inghilterra) di Jacob de Formentrou. Questo dipinto, datato tra il 1654 e il 1659, rappresenta una galleria d'arte con opere di importanti maestri di Anversa e può essere considerato come una pubblicità molto curata del talento attuale e del retaggio passato della scuola di pittura di Anversa. L'inclusione nella collezione della galleria d'arte di un'opera di van Eyck raffigurante una battaglia equestre (la seconda tela più alta sul lato destro della parete destra) mostra che egli era all'epoca considerato un pittore di primo piano ad Anversa.